# Vestidos de Espaço
Vestidos de Espaço foi uma superbanda formada em 1988 pelos integrantes das bandas Titãs e Kid Abelha, junto com o cantor Jorge Mautner, sob a produção musical de Liminha.

## Carreira
Em 1988, Titãs, Paula Toller e Jorge Mautner se uniram para lançar um projeto que chamaram de "uma banda descartável", que traria letras banais e apelativas, sob uma produção de mau gosto. A intenção, segundo os artistas, era mostrar que "música ruim faz sucesso" e que as rádios estavam em decadência ao abrir espaço para músicas sem conteúdo, colocando de lado artistas bem produzidos.
O grupo era formado pelos “farsantes” Pepino Carnale (que assina as composições do disco), Lola, Zeno e Sebastian, todos nomes fictícios para deixar um ar de mistério diante do então novo fenômeno musical. O propósito era fazer com que o público acreditasse que fosse uma banda real. Outra estratégia era salvaguardar as identidades dos músicos de estúdio e dos verdadeiros letristas. Porém, em 3 de dezembro de 1988, o repórter Mario Cesar Carvalho, da Folha de S.Paulo, descobriu a verdadeira identidade dos integrantes.
A banda lançou apenas duas músicas, "Pipi Popô" e "A Marcha do Demo", que foram gravadas no estúdio Nas Nuvens, no Rio de Janeiro, entre setembro e outubro de 88. "A Marcha do Demo” foi feita em homenagem ao compositor popular Lamartine Babo. Elas foram lançadas para o Carnaval de 1989. Ambas músicas fizeram relativo sucesso, porém o público não entendeu a ironia das letras, consumindo o projeto como algo sério.
A versão original de "Marcha do Demo" foi lançada em 2000 pelos Titãs na série E-Collection.
Em 2020, a produtora Porta dos Fundos lançou uma nova versão de "A Marcha do Demo" com Arnaldo Antunes nos vocais para promover seu especial de natal Teocracia em Vertigem. A versão ganhou um clipe, com Arnaldo cantando em estúdio e os integrantes do Porta dos Fundos cantando em isolamento social. São mostradas também imagens do making-of do especial.

## Discografia

### Singles
| Ano  | Canção             | Álbum                         |
| ---- | ------------------ | ----------------------------- |
| 1988 | "Pipi Popô"        | Não adicionado à nenhum álbum |
| 1988 | "A Marcha do Demo" | Não adicionado à nenhum álbum |